# Thelcticopis rufula
Thelcticopis rufula là một loài nhện trong họ Sparassidae.
Loài này thuộc chi Thelcticopis. Thelcticopis rufula được Mary Agard Pocock miêu tả năm 1901.